# La Chapelle-Yvon
La Chapelle-Yvon és un municipi francès situat al departament de Calvados i a la regió de Normandia. L'any 2007 tenia 494 habitants.

## Demografia

### Població
El 2007 la població de fet de La Chapelle-Yvon era de 494 persones. Hi havia 190 famílies de les quals 40 eren unipersonals (16 homes vivint sols i 24 dones vivint soles), 71 parelles sense fills, 75 parelles amb fills i 4 famílies monoparentals amb fills.
La població ha evolucionat segons el següent gràfic:
Habitants censats

### Habitatges
El 2007 hi havia 241 habitatges, 193 eren l'habitatge principal de la família, 36 eren segones residències i 11 estaven desocupats. Tots els 241 habitatges eren cases. Dels 193 habitatges principals, 166 estaven ocupats pels seus propietaris, 25 estaven llogats i ocupats pels llogaters i 3 estaven cedits a títol gratuït; 2 tenien una cambra, 5 en tenien dues, 26 en tenien tres, 62 en tenien quatre i 99 en tenien cinc o més. 157 habitatges disposaven pel capbaix d'una plaça de pàrquing. A 86 habitatges hi havia un automòbil i a 89 n'hi havia dos o més.

### Piràmide de població
La piràmide de població per edats i sexe el 2009 era:
| Homes | Edats   | Dones |
| ----- | ------- | ----- |
| 0     | 95 o +  | 0     |
| 0     | 90 a 94 | 0     |
| 0     | 85 a 89 | 4     |
| 8     | 80 a 84 | 4     |
| 20    | 75 a 79 | 4     |
| 8     | 70 a 74 | 12    |
| 16    | 65 a 69 | 12    |
| 4     | 60 a 64 | 12    |
| 16    | 55 a 59 | 4     |
| 28    | 50 a 54 | 16    |
| 16    | 45 a 49 | 16    |
| 28    | 40 a 44 | 36    |
| 4     | 35 a 39 | 20    |
| 20    | 30 a 34 | 20    |
| 12    | 25 a 29 | 8     |
| 8     | 20 a 24 | 20    |
| 4     | 15 a 19 | 48    |
| 24    | 10 a 14 | 4     |
| 24    | 5 a 9   | 24    |
| 4     | 0 a 4   | 4     |

## Economia
El 2007 la població en edat de treballar era de 324 persones, 221 eren actives i 103 eren inactives. De les 221 persones actives 188 estaven ocupades (110 homes i 78 dones) i 33 estaven aturades (13 homes i 20 dones). De les 103 persones inactives 35 estaven jubilades, 27 estaven estudiant i 41 estaven classificades com a «altres inactius».

### Ingressos
El 2009 a La Chapelle-Yvon hi havia 211 unitats fiscals que integraven 548,5 persones, la mediana anual d'ingressos fiscals per persona era de 17.106 €.

### Activitats econòmiques
Dels 12 establiments que hi havia el 2007, 1 era d'una empresa extractiva, 1 d'una empresa de fabricació d'altres productes industrials, 4 d'empreses de construcció, 2 d'empreses de comerç i reparació d'automòbils, 1 d'una empresa d'hostatgeria i restauració i 3 d'empreses de serveis.
Dels 4 establiments de servei als particulars que hi havia el 2009, 1 era un paleta, 1 fusteria i 2 lampisteries.
L'any 2000 a La Chapelle-Yvon hi havia 18 explotacions agrícoles que ocupaven un total de 310 hectàrees.

## Equipaments sanitaris i escolars
El 2009 hi havia una escola elemental integrada dins d'un grup escolar amb les comunes properes formant una escola dispersa.

## Poblacions més properes
El següent diagrama mostra les poblacions més properes.